# قائمة الأفلام المصورة في الأردن
تحتوي هذه القائمة على الأفلام الطويلة التي تم تصويرها في الأردن مرتبة من الأحدث إلى الأقدم، لا تشمل هذه القائمة الأفلام الوثائقية والأفلام القصيرة والمسلسلات :
| 2020                      | 2020                       | 2020                              | 2020             | 2020 |
| الاسم العربي              | الاسم الإنجليزي            | المخرج                            | البلد            | ملاحظة |
| ------------------------- | -------------------------- | --------------------------------- | ---------------- | --- |
| أيام الماعز               | Goat days                  | بليسي ثوماس (Blessy)              | الهند            | |
| المفاوضات                 | The Negotiation            | أونغ سك لي ong-suk Lee            | كوريا الجنوبية   | |
| إمرأة ميتة                |                            |                                   | إستونيا          | |
| 2019                      |                            |                                   |                  | |
| فرحة                      |                            | دارين سلام                        | الأردن           | |
| الزقاق                    |                            | باسل غندور                        | الأردن           | فاز الفيلم بجائزة لجنة التحكيم لبرنامج صناعة الأفلام "Eastern Promises"، ضمن فعاليات المهرجان السينمائي الدولي في كارلوفي فاري في جمهورية التشيك.  |
| سارة                      |                            | محمد دياب                         | الأردن مصر       | |
| غزة مون آمور              | Gaza mon amour             | طرزان ناصر وعرب                   | فلسطين           | |
| عبور في الصحراء           | A Cross in the Desert      | هادزي ألكساندر ديروفيك            | صربيا            | |
| بنات عبد الرحمن           |                            | زيد أبو حمدان                     | الأردن           | فاز الفيلم بجائزة تصميم الصوت في مهرجان أيام عمّان لصنّاع الأفلام التابع لمهرجان عمّان السينمائى بالأردن.                                             |
| ميترا                     | Mitra                      | كوه مديري (Kaweh Modiri)          | هولندا ألمانيا   | |
| دانيال                    | Daniel                     | نايلز اوبليف (Niels Oplev)        | الدنمارك         | |
| شيهانة                    |                            | خالد الحجر                        | السعودية         | تدور أحداث الفيلم حول الطفلة شيهانة التي تعيش في سوريا. ويهاجم تنظيم داعش البلدة التي تعيش بها مدمرًا حياتها، كما يستعرض العمل جرائم داعش في سوريا. |
| ديون                      | Dune                       | دينيس فيلنوف (Denis Villeneuve)   | الولايات المتحدة | |
| 2018                      |                            |                                   |                  | |
| حرب النجوم (الجزء التاسع) | Star Wars                  | جاي جاي أبرامز (J. J. Abrams)     | الولايات المتحدة | |
| سيرجيو                    | Sergio                     | كريغ باركر (Greg Barker)          | الولايات المتحدة | |
| بيت سلمى                  |                            | هنادي عليان                       | الأردن           | تدور أحداث الفيلم حول ثلاث سيدات يعرضن قصصهن بشكل مختلف.                                                                                           |
| في فم سمكة القرش          | in the mouth of a shark    | إيمانويل هامون                    | فرنسا            | |
| 2017                      |                            |                                   |                  | |
| إخوة                      | brothers                   |                                   | هولندا           | |
| الظهور                    |                            | إكسافير جيناولي (Xavier Giannoli) | فرنسا            | |
| كل المال في العالم        | all the money in the World | ريدلي سكوت (Ridley Scott)         | الولايات المتحدة | |
| مايا                      | Maya                       | ميا هانسن لاف (Maya Hansen)       | فرنسا            | |
| علاء الدين                | Aladdin                    | غاي ريتشي (Guy Ritchie)           | الولايات المتحدة | |
| حرب خاصة                  | A private war              | ماثيو هاينيمان (Matthew Heineman) | الولايات المتحدة | |
| صباح الليل                |                            | ناجي سلامة                        | الأردن           | أول فيلم إردني من نوع إثارة يتم إنتاجه. يتناول عدة قضايا مثل تجارة المخدرات والأعضاء والسلاح وحرب العصابات.                                        |
| 2016                      |                            |                                   |                  | |
|                           |                            |                                   |                  | |
|                           |                            |                                   |                  | |

1. ↑  "الأفلام التي صورت في الأردن". www.film.jo. مؤرشف من الأصل في 2021-01-18. اطلع عليه بتاريخ 2021-06-09.
2. ↑  "كل ما تحب أن تعرفه عن فيلم الزُقاق الفائز بجائزة مهرجان كارلوفى فارى". اليوم السابع. 13 يوليو 2020. مؤرشف من الأصل في 2021-06-10. اطلع عليه بتاريخ 2021-06-10.
3. ↑  "فيلم "بنات عبد الرحمن" يفوز بجائزة في مهرجان عمان السينمائى". اليوم السابع. 27 أغسطس 2020. مؤرشف من الأصل في 2021-06-10. اطلع عليه بتاريخ 2021-06-09.
4. ↑  فيلم - شيهانة - 2019 طاقم العمل، فيديو، الإعلان، صور، النقد الفني، مواعيد العرض، مؤرشف من الأصل في 2021-06-10، اطلع عليه بتاريخ 2021-06-10